# Lista de episódios de Wild Fire
Esta é uma Lista de episódio de Wild Fire, ou seja, uma lista que contém todos os 13 episódios produzidos para série animada Cavalo de Fogo
| # | Título                                                     | Autor(es)                                              | Primeira exibição      |
| --- | ---------------------------------------------------------- | ------------------------------------------------------ | ---------------------- |
| 01 | "The Once and Future Queen" A Única Futura Rainha"         | ASA                                                    | 13 de setembro de 1986 |
| Lady Diabolyn ordena seus Goons capturarem os borboletas e manda o Tecelão criar um vestido igual ao da Rainha Sarana. |                                                            |                                                        |                        |
| 02 | "A Visit to Wonderland" Uma Visita ao País da Maravilhas"  | John Loy                                               | 20 de setembro de 1986 |
| Dorin e Brutus encontraram várias crianças que vivem na Terra das Maravilhas, local onde ninguém envelhece. Eles petrificam Cavalo de Fogo para que torne uma parte do Carrossel. No fim, eles se arrependem e utilizam uma varinha mágica e voltam a serem adultos. |                                                            |                                                        |                        |
| 03 | "The Ogre's Bride" A Noiva do Ogro"                        | Linda Woolverton                                       | 27 de setembro de 1986 |
| Um ogro ataca um vilarejo. Dorin e Brutus vão em busca de Kent que irá se casar com a princesa Cherylla. Sara e Cavalo de Fogo vão até um local frio no vilarejo e encontram o Ogro, que na verdade é Kent enfeitiçado por Diabolyn. |                                                            |                                                        |                        |
| 04 | "Secret of the Sinti Magic" O Segredo da Mágica dos Sinti" | David Schwartz John Loy                                | 4 de outubro de 1986   |
| Sara e Cavalo de Fogo estão sendo perseguidos pelo Rackteos (homens leões). Daí Cavalo de Fogo quebrar a pata e Sara fica sem saber o que fazer. Eles são teleportados para a Terra dos Sinti. Dyabolin e os Goons capturam os Sinti para que digam como utilizam as suas magias. |                                                            |                                                        |                        |
| 05 | "A Meeting in Time" Um Encontro no Passado"                | John Loy Tony Marino                                   | 11 de outubro de 1986  |
| Sara cai no portal em que a leva para Dar-Shan, no passado, anos antes de ter nascido e no dia em a Rainha Sarana iria se casar com o Príncipe Cavan. Várias revelações são mostradas nesses episódio, tais que os Goons eram humanos, mesmo sendo servos de Diabolyn e a própria vilã já tinha inveja da irmã pelo fato de não pertencer ao trono do reino. No fim, quando Sara volta a Terra, ela havia notado que o Príncipe Cavan na foto do seu medalhão, parecia-se muito com o seu pai Cavanaugh. |                                                            |                                                        |                        |
| 06 | "The Highway Man" O Ladrão das Estradas"                   | ASA                                                    | 18 de outubro de 1986  |
| Sara, Cavalo de Fogo, Dorin e Brutus conhecem um fora-da-lei chamado Aragon e seu cavalo Halavax que roubavam as preciosidades de Diabolyn para dar ao seu povo. Depois, Sara é raptada por ele e dado a vilã em troca de uma preciosidade. Ele se arrepende e salva a garota da vilã. |                                                            |                                                        |                        |
| 07 | "The Pixie Painters" Os Duendes Pintores"                  | Jina Bacaar John Loy                                   | 24 de outubro de 1986  |
| Os Duendes Printores chegam à Dar-Shan e pretendiam pintar a verdadeira rainha. Cavalo de Fogo traz Sara para que eles façam uma pintura dela porém, Diabolyn fica muito incomodada quanto a isso. |                                                            |                                                        |                        |
| 08 | "The Name is the Game" O Nome é o Jogo"                    | ASA                                                    | 1 de novembro de 1986  |
| Dorin e Brutus caem num buraco quando ia pegar umas maçãs na árvore. Um Troll aparece diante deles e os salvam porém, com uma condição: "Ele leva Brutus consigo". Daí, Sara, Cavalo de Fogo procuram decifrar o nome verdade do Troll e encontram as pessoas que já falharam no desafio dele. |                                                            |                                                        |                        |
| 09 | "Strangers in the Night" Estranhos da Noite"               | ASA                                                    | 8 de novembro de 1986  |
| Cavalo de Fogo leva Sara até os Líderes Cavalos e provar que ela é a filha da Rainha Sarana. Sara e Dorin libertam inconscientemente os goblins de um portão. |                                                            |                                                        |                        |
| 10 | "Dragons of Dar-Shan" Dragões de Dar-Shan"                 | Mark Edward Edens, Eric Lewald Jeff Segal e Kelly Ward | 15 de novembro de 1986 |
| Um velho conta a história dos dragões vermelhos que ameaçam a cidade de Chimaera para Dorin. Daí, Dorin, Brutus e Stulp encontram um ovo de dragão. E a mãe do ovo os perseguem e ataca a cidade. Daí, o ovo choca e nasce um bebê dragão. No fim, dois dragões vermelhos aparecem em busca do filhote. |                                                            |                                                        |                        |
| 11 | "King for a Day" Rei por um Dia"                           | ASA                                                    | 22 de novembro de 1986 |
| Dyabolin faz um desejo de ser tornar a rainha de Dar-Shan, mas não dá certo para ela. O desejo acaba ativando quando um sapo fica olhando para as águas do poço. Depois, Sara, Cavalo de fogo, Dorin e Alvinar vão até a coroação do novo rei de Dar-Shan. Porém, o Rei é diferente do que todos imaginavam, é muito alegre e brincalhão. Cavalo de Fogo lhe faz um juramento de lealdade perante o Rei, e Sara fica muito triste ao avistar a cena. Ao saber da notícia, Dyabolin tenta manipular o Rei com a proposta de querer o Cavalo de Fogo. No fim, o efeito da magia acaba e o Rei volta a ser Sapo e o Castelo desaparece.                                        |                                                            |                                                        |                        |
| 12 | "Where Dreams Come From" De Onde vêm os Sonhos"            | ASA                                                    | 6 de dezembro de 1986  |
| Sara e Cavanaugh estavam a espera das assistentes sociais. Daí, elas trouxeram um homem chamado Sr.Spec alegando ser o verdadeiro pai de Sara. Ela entrega a Cavanaugh o seu medalhão, mas é levada por Spec. Daí, Spec a leva para Dar-Shan num cavalo místico. Cavalo de Fogo chega a fazenda e fica cara a cara com Cavenaugh. É revelado por Cavalo de Fogo que Cavenaugh é o príncipe Cave, pai biológico de Sara e partem para Dar-Shan. Spec revela ser os tais Espectros que serviam a Diabolyn. No fim, o príncipe Cave derrota os Espectros e o manda para um local distante. No entanto, a memória de Cave se perder ao voltar a Terra por via de sua segurança. |                                                            |                                                        |                        |
| 13 | "Wildfire: King of Horses" O Rei dos Cavalos"              | John Loy                                               | 13 de dezembro de 1986 |
| Vesta, a Grande Líder do Santuário de Cavalos, está morrendo e escolheu Cavalo de Fogo para ser seu sucessor. Um outro cavalo chamado Thunderbolt fica muito revoltado por não ter sido o escolhido. Apesar do seu dever com o santuário ser forte, isso faz trazer conflitos ao seu voto para proteger Sara quando os aliados Diabolyn com uma criatura mestiça de felino e centauro chamado Rotladode tenta capturar os cavalos em seu plano para governá-los e seu mais recente esquema de governar Dar-Shan. |                                                            |                                                        |                        |